# Leonid Rudenko (1906–2002)
Leonid Gieorgijewicz Rudenko, ros. Леонид Георгиевич Руденко (ur. 16 października?/29 października 1906 w Jekaterynosławiu, zm. 3 sierpnia 2002 w Jessentukach) – radziecki burmistrz, wojewoda, wiceminister kontroli państwowej RFSRR, działacz gospodarczy i generał porucznik Sił Powietrznych Związku Radzieckiego.

## Życiorys
Ukrainiec. Do KPZR wstąpił w 1925, służył w Armii Czerwonej (1929–1930 oraz od 1941), studiował na Wszechzwiązkowej Akademii Przemysłowej  (Всесоюзная Промышленная Академия – НКТП) w Moskwie (1935–1938); pełnił funkcję burmistrza Taganrogu (1938), przewodniczącego Komitetu Wykonawczego Rostowskiej Rady Obwodowej (1938–1941) i zastępcy komisarza ludowego kontroli państwowej RFSRR (1941–1943). Zajmował stanowisko przewodniczącego Radzieckiej Komisji Zamówień Rządowych w Stanach Zjednoczonych (Советская Правительственная Закупочная Комиссия, Soviet Government Purchasing Commission) (1943–1946), z siedzibą w Waszyngtonie. Był zastępcą szefa departamentu gospodarki radzieckiej administracji wojskowej w Niemczech (Sowjetische Militäradministration in Deutschland – SMAD, Советская военная администрация в Германии – СВАГ) (1946-1948) i naczelnikiem służby tyłów oraz zastępcą dowódcy radzieckich sił powietrznych dalekiego zasięgu (1948-).
Stopień generała majora otrzymał w 1942, generała porucznika służby inżynieryjno-lotniczej w 1943.